# Louis de Nogaret de La Valette
Louis de Nogaret de La Valette (Angoulême, 8 de fevereiro de 1593 - Rivoli, 27 de setembro de 1639) foi um cardeal do século XVII

## Biografia
Nasceu em Angoulême em 8 de fevereiro de 1593. Terceiro filho de Jean-Louis de Nogaret, duque de Éspernon, e Marguerite de Foix, condessa de Candale e d'Astarac. Os outros filhos irmãos eram Henri de Nogaret, Duque de Foix-Candale, e Bernard de Nogaret de Foix, Duque de Épernon. Entrou no estado eclesiástico mais por vontade do pai do que por vocação. Também conhecido como Cardeal La Valette. Ele também está listado como Valette, Louis de Nogaret de la; e como Louis de Nogaret d'Épernon, cardeal de la Valette.
Estudou no Jesuit College de La Flèche , Paris; e na Universidade La Sorbonne , Paris (filosofia)..
Em 1599, quando tinha seis anos, obteve a abadia de Grandselve. Em 1612, ele renunciou à abadia em favor do cardeal François de Joyeuse, que lhe cedeu a arquidiocese de Toulouse em troca. Abade de Saint-Victor de Marseille, Saint-Victor de Metz, Saint-Sernin, Saint-Mélaine de Rennes, de la Grasse, de Berdouesand e Gard-sur-la Somme. Prior de Saint-Martin-des-Champs. Recebeu a tonsura clerical. Esmoler do rei Luís XIII da França. Promovido a cardinalato a pedido do rei francês..
Eleito arcebispo de Toulouse em 26 de agosto de 1613. Nunca recebeu a consagração episcopal. Comendador da Ordem do Espírito Santo . Abade de Grandselve novamente em 1616..
Criado cardeal diácono no consistório de 11 de janeiro de 1621. Não participou do conclave de 1621, que elegeu o Papa Gregório XV. Não participou do conclave de 1623, que elegeu o Papa Urbano VIII. Recebeu o chapéu vermelho em 5 de outubro de 1623; e a diaconia de S. Adriano, 20 de novembro de 1623. Conselheiro régio e primeiro esmoleiro ordinário do rei. Renunciou ao governo da arquidiocese de Toulouse antes de 17 de maio de 1627. Seguiu a carreira militar. Em 1630, quando a rainha Maria de Medici e Gaston d'Orléns obtiveram do rei Luís XIII da França a promessa de demitir o cardeal Armand-Jean du Plessis de Richelieu, e tudo parecia perdido para o primeiro-ministro, o cardeal de Nogaret, que tinha um lealdade absoluta para Richelieu, recomendou-lhe decididamente que seguisse o rei até Versalhes e fizesse um último esforço para reconquistar sua confiança. O cardeal primeiro-ministro seguiu o conselho, mudou a opinião do rei e manteve seu posto. O cardeal Richelieu nomeou-o tenente-general dos exércitos reais e governador de Anjou em 1631; Metz em 1634; e Messin. Comandante das tropas francesas na Alemanha, 1635; depois na Picardia, 1637; e finalmente na Itália, em 1638, onde faleceu. Abade de Lérins, 1637, que se separou da congregação de Monte Cassino e se uniu à de Saint-Maur..
Morreu em Rivoli em 27 de setembro de 1639, da violenta malattia che fece sospettare di veleno, um castelo perto de Turim. Enterrado no castelo de Cadillac de sua família...